# Q (emulador)
Q es un emulador gratuito para Mac OS X.  Q es la versión de Mike Kronenberg del emulador de código abierto y de procesador genérico, QEMU.  Q utiliza Cocoa y otras tecnologías de Apple, como lo son Core Image y Core Audio, para llevar a cabo la emulación.  Q puede ser utilizado para ejecutar Windows, o cualquier sistema operativo basado en la arquitectura x86, en un Macintosh.
Q está disponible como Binario Universal por lo que puede ejecutarse en Macs basados en procesadores Intel (y también en procesadores PowerPC).
Al contrario de QEMU, que es una aplicación de línea de comandos, Q tiene una interfaz gráfica nativa para administrar y configurar máquinas virtuales.